# Peter Charles Newman
Pour les articles homonymes, voir Peter Newman.
Peter Charles Newman, né le 10 mai 1929 à Vienne en Autriche et mort le 7 septembre 2023 à Belleville (Ontario), est un journaliste canadien qui a reçu l'Ordre du Canada.

## Biographie
En 1940, Peter Charles Newman émigre de Tchécoslovaquie en tant que réfugié juif, son pays natal étant occupé par les nazis. Son père, Peter, est un riche propriétaire d'usines. Il est éduqué au Collège du Haut-Canada et à l'Université de Toronto. Il est journaliste pour le Financial Post, éditeur pour le Toronto Star et la revue Maclean's, transformant le magazine d'intérêt général en un magazine hebdomadaire d'actualités. Il continue d'écrire dans ce périodique. En 1978, il est nommé Officier de l'Ordre puis promu au titre de Compagnon en 1990.
Peter Charles Newman est très respecté pour sa connaissance et compréhension intime des hommes d'affaires canadiens. Son livre The Canadian Establishment, publié en 1975, est bien reçu de la critique. Newman s'est fait connaître comme auteur dans les années 1960 avec la publication de deux livres : Renegade In Power : The Diefenbaker Years (1963), critique du gouvernement de John Diefenbaker, et The Distemper of our Times (1968), un examen de la politique canadienne pendant l'époque de Lester Pearson.
Le 12 septembre 2005, avec sa publication d'une biographie sur Brian Mulroney, une controverse éclate dans les médias canadiens : l'ancien premier ministre s'est déclaré trahi par un livre à caractère trop confidentiel, qui révélait tous les sentiments privés du chef politique sur Pierre Trudeau, Clyde Wells et Kim Campbell. Il obtient le Prix Drainie-Taylor en 2004.